# Ллейн
Ллейн (валл. Lleyn) — суб-королевство на полуострове Ллин, зависимое от Гвинеда. Основано в 540 году.
В 540 году Эйнион Френхин, второй сын Оуайна Белозубого, смог убедить своего кузена Майлгуна, отдать ему полуостров Ллайн, где раньше располагалось другое суб-королевство, Афлогион. Эйнион правил там до конца своих дней. Он умер в 560 году и Ллейн снова стал частью Гвинедда.